# 通窿岩采石遗址
通窿岩采石遗址，位于中国广东省佛山市南海区松岗镇，为一处明清古遗址。1994年7月5日，列入南海市文物保护单位；2006年，列入佛山市第四批文物保护单位。